# Szathmárnémethi Sámuel
Szathmárnémethi Sámuel, névváltozatok: Szathmár-Németi, Szatmárnémeti (Szatmárnémeti, 1658. augusztus 10. – Kolozsvár, 1717. december 17.) református teológiai tanár és filozófiai író. Szathmárnémethi Mihály esperes öccse.

## Élete
Szülővárosában, majd 1675-ben Kolozsváron, 1679 elejétől pedig Debrecenben tanult. 1680-ban az utrechti, majd szeptember 25-től a leideni, 1682. október 18-tól pedig a franekeri egyetemen folytatta tanulmányait. 
Magyarországra visszatérve 1683 őszén a kolozsvári kollégium filozófiai professzorává nevezték ki. A karteziánus eszmék hirdetője volt. 1693-ban II. Apafi Mihály nevelője lett. 1695 őszén visszatért a kolozsvári kollégiumba a teológiai tanszék tanáraként. Könyvtárát is a kollégiumra hagyta. Hátrahagyott műve az 1696-ban írt Metaphysica Contracta volt.
Kolozsváron, 1717. december 17-én érte a halál.

## Munkái
- De perenni duratione mentis. (Leiden, 1682.) (II. bőv. kiad. Kolozsvár, 1696. III. kiad. uo. 1713.)
- Regnum Dei. (Franeker, 1683.)
- Imago fidelis servi ac veri (Gyászbeszéd Tofeus Mihály felett). (Kolozsvár, 1684.)
- Epistola S. Pauli ad Hebraeos explicata. (Franeker, 1695.) (Címlap-kiadások uo. 1701. és 1702.)
- De servo arbitrio. (Kolozsvár, 1695.)
- Metaphysica contracta. (Kolozsvár, 1696.) (II. kiad. uo. 1713.)
- Moses explicatus. (Kolozsvár, 1696.)
- Epistola S. Judae explicata. (Franeker, 1700.) (Címlapkiadás uo. 1702.)
- A valóságos úrasszonyi rendet ékesítő drága ajándékoknak ritka példájú címere (Gyászversek gr. Bánffy Györgyné gr. Bethlen Klára halálára). (Kolozsvár, 1706.)
- Lucerna provinciae Transsylvanicae extincta (Gyászbeszéd gr. Bánffy György felett). (Kolozsvár, 1709.)
- Virtus post fata perennans (Gyászbeszéd Bideskuthy Boldizsár felett). (Kolozsvár, 1710.)
- Prophetia s. prophetae Zachariae explicata (Roëll professzor terjedelmes előszavával). (Utrecht, 1714.)